# Partido para a Paz, Democracia e Desenvolvimento
Partido para a Paz, Democracia e Desenvolvimento (Partei für Frieden, Demokratie und Entwicklung, PDD) ist eine 2003 gegründete Kleinpartei in Mosambik. 
Ihr Präsident, Raul Domingos, war ursprünglich Fraktionsvorsitzender der parlamentarischen Gruppe der großen Oppositionspartei RENAMO, wurde aber im Jahr 2000 ausgeschlossen. Bei der Präsidentschaftswahl 2004 erhielt er als PDD-Kandidat landesweit 85.815 oder 2,73 % aller Stimmen. Zu den Präsidentschaftswahlen 2009 trat die Partei nicht an, bei den Parlamentswahlen im selben Jahr errang sie noch 22.410 Stimmen oder 0,58 %. Von den Kleinparteien Mosambiks (also sämtlichen Parteien außer der Dauerregierungspartei FRELIMO und der großen Oppositionspartei RENAMO) gelang es der PDD allerdings als einziger immerhin in knapp der Hälfte aller Städte des Landes zu den Kommunalwahlen 2008 anzutreten, wenn auch mit geringem Erfolg.